# ۵۱ پگاسوس بی
۵۱ پگاسوس بی (انگلیسی: 51 Pegasi b) یک سیاره فراخورشیدی با فاصله تقریبی ۵۰ سال نوری (۱۵ پارسک) در صورت فلکی پگاسوس است. این سیاره اولین سیاره شناخته شده‌ای است که دور یک ستاره در رشته اصلی (۵۱ پگاسوس) می‌گردد و به عنوان پیشرفتی در پژوهش‌های نجومی قلمداد می‌شود. این سیاره حالت اولیه گروهی از سیاره‌هاست که مشتری داغ نامیده می‌شوند.
در سال ۲۰۱۷ اثرات آب در اتمسفر این سیاره مشاهده شد که باعث شد کاشفان این سیاره در سال ۲۰۱۹ جایزه نوبل فیزیک را دریافت کنند.